# 臺灣氰胺
臺灣氰胺股份有限公司，簡稱臺氰公司或臺氰，是一家以生產化學工業製品為主要業務的公司，為惠氏藥廠在臺子公司台灣惠氏股份有限公司之前身。

## 沿革
1956年，台灣糖業公司以醱酵方法製造一種含有氯四環黴素（俗稱金黴素）的家畜補助飼料，以供給其飼養之豬隻。
1958年，氯四環黴素之發明者美國氰胺公司認為該項產品在臺灣具有經濟價值，向中華民國經濟部提議與台糖合作製造藥用氯四環黴素及其他藥物供應臺灣市場。該提議獲經濟部部長楊繼曾支持，並由美國氰胺臺灣總代理惠豐行總經理張長昌居間協助台糖總經理雷寶華及台糖協理黃人杰與美國氰胺副總裁Mr. Hesse接洽，終於簽成協議；此案亦是中華民國政府遷臺後首宗外商來臺投資案。
1960年，台糖與美國氰胺簽訂合約，雙方之合作條件為：台糖以其新竹糖廠土地與廠房設備進行估價，美國氰胺則以現金605,000美元進行收購，總共投資新臺幣45,000,000元；美國氰胺之出資佔其55%，台糖佔45%。7月29日，經立法院及行政院批准，正式宣告成立臺灣氰胺胺股份有限公司。同年8月，臺灣氰胺開始在台糖新竹糖廠原址建廠，由美國氰胺派出工程人員二人按預定計劃進行，同時臺灣氰胺選派三位技術人員赴美國接受技術訓練。
1961年8月，美國氰胺再派試機工程師一人前來與廠方共同試用各種設備並驗收各項工程；12月，臺灣氰胺正式開始生產。此後，臺灣氰胺不斷開發新產品並引進技術。臺灣氰胺第一任總經理是Mr. R. C. Scott，兩個月後由黃人杰繼任，後由Mr. D.J. Decastro及C.L. Eisenhart繼任，再由袁倫禮接任。袁倫禮為美國氰胺資深化工領域專家，並在美國氰胺總公司研究部門任職多年。
1962年3月11日，臺灣氰胺新竹廠開幕典禮，美國氰胺董事長史溫主持，臺灣氰胺總經理黃人杰致詞，行政院美援運用委員會副主任委員嚴家淦出席。袁倫禮接任總經理後，臺灣氰胺著手擴大業務領域並增加新產品，在原有西藥和農業用產品外加入了工業化學品，如造紙業用石臘膠皂及紡織業用柔軟劑，
1981年，臺灣氰胺新竹廠是當時台灣唯一能生產抗生素原料藥的工廠，屬國防工業。1984年，臺灣氰胺為台灣第一批通過GMP的廠商之一。1990年歐羅肥獲得美國食品藥品監督管理局核准外銷後臺灣氰胺即開始生產。1992年在新竹縣新豐鄉興建佔地6甲、耗資新台幣20億元之新豐廠，1995年完工後臺灣氰胺遷廠至此並開始量產，原新竹廠即變更為商業綜合開發區（1999年11月，風城購物中心開始動工）。
2003年1月3日，臺灣氰胺更名為台灣惠氏股份有限公司。2009年1月26日，美國製藥大廠輝瑞收購美國惠氏；同年10月15日，惠氏成為輝瑞子公司；2010年台灣惠氏更名為「輝瑞生技」，原新豐廠成為輝瑞生技新竹廠。2013年，輝瑞將動物事業部門分割成立臺灣碩騰，輝瑞生技新竹廠改為碩騰生技新竹廠。2015年碩騰美國總部宣布進行全球組織精實計畫，2016年4月臺灣碩騰被永信製藥集團收購後新竹廠更名為永鴻國際生技新竹廠至今。

## 產品
- 輔助飼料
  - 歐羅肥(Aurofac)
  - 強力歐羅肥－一〇
  - 歐羅肥S
  - P－二五〇
  - 超級歐羅肥精－S(Super Aures S. payzone)
  - 歐羅肥S－二〇〇
  - 歐羅肥一〇－維他礦

- 非抗生素劑補助飼料
  - 肥精(payzone)

- 動物用藥
  - 金黴素
  - 金黴素家禽配方(Au-reomycin Poultry Formula)
  - 鉑黴素注射劑(Achromycin Injectable)
  - 金黴素SD
  - 豬得舒
  - 治痢精
  - 蛔兒崩
  - 蘇爾美
  - 克球粉（針對雞隻之球蟲病的治療劑）[1]
- 維他命系列產品  
  - 克補  
  - 善存  
  - 新寶納多  
  - 立達喜[9]

## 外部連結
- . catalog.digitalarchives.tw.   [2016-11-29]. （原始内容存档于2019-08-13）.